# ان‌جی‌سی ۷۰۳۸
ان‌جی‌سی ۷۰۳۸ (انگلیسی: NGC 7038) یک کهکشان مارپیچی میانی است که در فاصله حدود ۲۱۰ میلیون سال نوری از ما در صورت فلکی هندی واقع شده است. اخترشناس جان هرشل NGC 7038 را در ۳۰ سپتامبر ۱۸۳۴ کشف کرد.